# CLDN1
CLDN1‏ (Claudin 1) هوَ بروتين يُشَفر بواسطة جين CLDN1 في الإنسان.

## الوظيفة
تُمثل الوصلات الضيقة أحد أنماط الالتصاق بين الخلايا في صفائح الخلايا الظهارية أو البطانية، حيث تُشكل أختامًا متصلة حول الخلايا وتعمل كحاجز مادي يمنع مرور المواد المذابة والماء بحرية عبر الفراغ بين الخلايا. تتكون هذه الوصلات من مجموعات من خيوط شبكية متصلة في الوريقة السيتوبلازمية المواجهة للخارج، مع أخاديد تكميلية في الوريقة خارج السيتوبلازمية المواجهة للداخل. البروتين المُشفر بواسطة هذا الجين، وهو عضو في عائلة الكلودين، هو بروتين غشائي متكامل وأحد مكونات خيوط الوصلات الضيقة. تؤدي طفرات فقدان الوظيفة إلى متلازمة التهاب القناة الصفراوية المتصلب السماكي عند حديثي الولادة.

## التفاعل
لقد ثبت أن CLDN1 يتفاعل مع CLDN5 وCLDN3.